# سيرهي نازارينكو

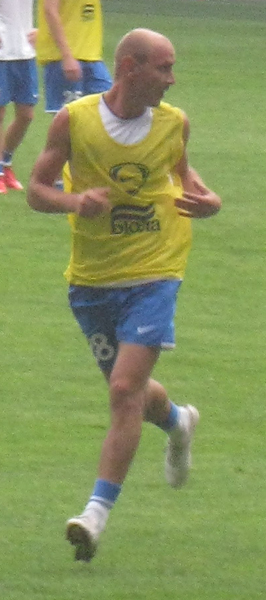

سيرهي يورييوفيتش نازارينكو (بالأوكرانية: Назаренко Сергій Юрійович) (مواليد 16 فبراير 1980 في كيروفوهراد) لاعب كرة قدم أوكراني دولي يجيد اللعب في خط الوسط . يلعب حاليا لصالح نادي دنيبرو دنيبروبيتروفيسك الأوكراني منذ 1999 .

## روابط خارجية
- سيرهي نازارينكو على موقع الاتحاد الدولي (مؤرشف)  (الإنجليزية)
- سيرهي نازارينكو على موقع الاتحاد الأوربي (الإنجليزية)
- سيرهي نازارينكو على موقع اتحاد أوكرانيا (الإنجليزية)
- سيرهي نازارينكو على موقع قاعدة بيانات كرة القدم.إي يو (الإنجليزية)
- سيرهي نازارينكو على موقع ناشيونال فوتبول تيمز (الإنجليزية)
- سيرهي نازارينكو على موقع Soccerbase.com (لاعب) (الإنجليزية)
- سيرهي نازارينكو على موقع Soccerway.com (الإنجليزية)
- سيرهي نازارينكو على موقع عالم كرة القدم.نت (الإنجليزية)